# بين باتون (لاعب كرة قدم)
بين باتون هو لاعب كرة قدم كندي، ولد في 5 مايو 2000 في كيتشنر في كندا.

## وصلات خارجية
- بين باتون (لاعب كرة قدم) على موقع قاعدة بيانات كرة القدم.إي يو (الإنجليزية)
- بين باتون (لاعب كرة قدم) على موقع Soccerbase.com (لاعب) (الإنجليزية)
- بين باتون (لاعب كرة قدم) على موقع Soccerway.com (الإنجليزية)